# Басим
Анис Басим Муджахид, по-известен като Басим, е датски поп изпълнител от марокански произход.
Израства в Копенхаген. Когато е на петнадесет, участва в датския „X Factor“, където стига до четвъртфиналите и завършва четвърти. След музикалното предаване започва солова кариера, плод на която са два студийни албума. Ще представи страната домакин Дания на „Евровизия 2014“.

## Солова кариера
След участието си в популярното телевизионно шоу през 2008 година издава албума Alt det jeg ville have sagt (Всичко, което щях да кажа). За реализацията на този албум сътрудничи със съдията от шоуто Реми и провежда турне. Албумът се качва на осма позиция в Датската класация за албуми и става златен. Албумът съдържа три сингъла: Alt det jeg ville have sagt, Jeg vil и Baby, jeg savner dig.
През октомври 2009 година издава втория си албум, Befri dig selv (Освободи себе си). Той достига до двадесет и първа позиция в Датската класация за албуми и съдържа два сингъла: Lad ikke solen gå ned (петнадесета позиция в Датската класация за сингли) и Befri dig selv. Отново през 2009 година участва в Vild med dans (датска версия на „Денсинг старс“), където танцува с Клаудия Рекс и завършва девети.
Подписва с „Уорнър/Чапъл Мюзик“ през февруари 2013 година, за да защити авторските си права.
На 8 март 2014 година печели „Данск Мелоди Гран При“ (датски квалификационен фестивал за „Евровизия“) с песента Cliché Love Song, което го прави датския представител на „Евровизия 2014“.

## Личен живот
Басим е син на Абдел Муджахид и съпругата му Зохра. Баща му страда от рак. Песента Himlen har alt for mange engle (На небето има твърде много ангели) от албума Alt det jeg ville have sagt е посветена именно на него.
Набил, по-големият му брат, участва в третия сезон на датския X Factor (2010) като част от група „Ин-Джой“. Другите трима членове на четиричленната група са Еси, Яник и Кевин. Елиминирани са през втората седмица на концерите на живо и завършват осми.